# Critolau de Megalòpolis
Critolau (Critolaus, Kritólaos Κριτόλαος) fou un dirigent aqueu que va succeir a Dieu (Diaeus) com a estrateg de la Lliga Aquea el 147 aC i fou enemic dels romans com el seu predecessor.
Només pujar al poder va insultar als ambaixadors romans, i quan aquestos van marxar cap a Itàlia va fer el possible per aconseguir el trencament amb Roma per altres mitjans. Durant l'hivern va inflamar al poble de tota Grècia contra Roma, i va fer prorrogar els pagaments de la deutes privades fins que una possible guerra amb Roma tingués un resultat.
Una gran assemblea es va celebrar a Corint i quatre romans que si van voler dirigir foren expulsats. Critolau, amb una forta guàrdia, els va presentar com a traïdors, i va estendre aquest qualificatiu als grecs que els donessin suport entre els quals hi havia els dirigents aqueus més moderats.
Llavors es va declarar la guerra a Esparta, protegida de Roma. Un decret va conferir poders dictatorials a l'estrateg. Quint Cecili Metel Macedònic pretor de Macedònia, que mirava d'apaivagar els ànims, fou acusat per Critolau de tenir por dels aqueus.
Finalment la guerra amb Roma va esclatar a la primavera del 146 aC i Critolau amb un fort exèrcit va marxar cap a les Termòpiles i va incitar a Grècia sencera a una revolta general contra els romans, mentre provava de castigar a Heraclea, ciutat prop del Mont Oeta, que havia sortit de l'aliança aquea.
Encara Metel va oferir la pau una vegada més, però les seves propostes foren rebutjades. Mentre Critolau assetjava Heraclea, Metel es va presentar en aquest lloc. Critolau va haver d'aixecar el setge i fugir cap al sud. Metel el va seguir i el va trobar prop d'Scarphea a Lòcrida, on va derrotar completament als aqueus, dels que uns mil foren fets presoners i molts altres van morir.
De Critolau no se'n va tornar a sentir parlar; segons Tit Livi es va suïcidar després de la batalla, i altres autors pensen que va morir a la mar en la seva fugida.